# Ivan Savvidi
Ivan Ignatjevitj Savvidi (ryska: Иван Игнатьевич Саввиди), född 27 mars 1959 i Tsalka i Georgien, är en rysk-grekisk affärsman, oligark och politiker. Han betraktas som en av Rysslands rikaste män och satt i ryska parlamentet mellan 2007 och 2011. Han har även beskrivits som nära vän till Rysslands president, Vladimir Putin.